# Teofil Kopystynskyj

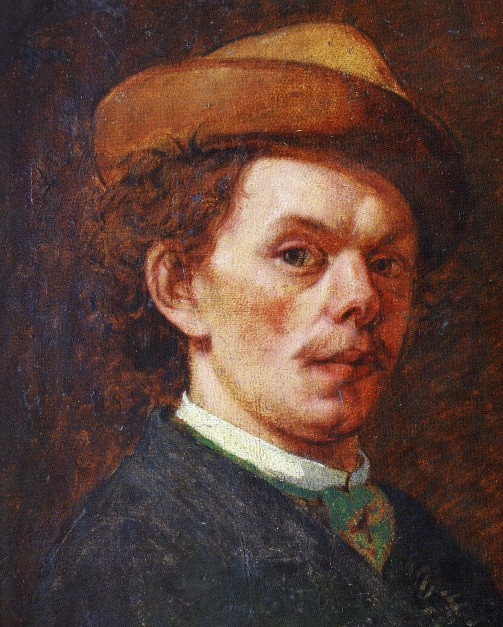
Teofil Kopystynskyj, Selbstporträt, 1870

Teofil Dorofijowytsch Kopystynskyj (ukrainisch Теофіл Дорофійович Копистинський; * 15. April 1844 in Przemyśl; † 5. Juli 1916 in Lwiw) war ein ukrainischer Maler, Porträtist und Restaurator.

## Leben
Teofil Kopystynskyj wurde als Sohn von Dorotej, einem Beamten des griechisch-katholischen Konsistoriums und dessen Ehefrau Rozalia geboren. Nach dem Besuch der Realschule in Przemyśl absolvierte Kopystynskyj das Lehrerseminar in Lwiw und unterrichtete anschließend an einer Volksschule in Berestjany bei Sambir. Auf seine künstlerische Begabung wurde Włodzimierz Dzieduszycki aufmerksam, der ihm ein Stipendium vermittelte. Von 1868 bis 1871 studierte er Malerei an der Akademie der Bildenden Künste Krakau, 1871–1872 an der Akademie der bildenden Künste Wien.
Nach dem Tod seines Vaters im Jahr 1873 zog der Maler nach Lwiw, wo er acht Jahre lang Zeichnen am Ukrainischen Akademischen Gymnasium unterrichtete und drei Jahre lang im Internat des Basilianerinnenklosters (das erste private Mädchengymnasium Galiziens). Im Auftrag des Stauropegion-Instituts restaurierte der Künstler Ikonen und Kirchengemälde, schuf eine Galerie von Porträts, darunter die des Metropoliten Petro Mohyla, des Hetmans Petro Konaschewytsch-Sahaidatschnyj und des Magnaten Konstanty Ostrogski. Er war ein führender Illustrator in der Westukraine und illustrierte unter anderem Iwan Frankos Märchendichtung Lys Mykyta und Don Quijote (übersetzt von Iwan Franko).
In den 1880er und 1890er Jahren zeichnete er Karikaturen für die Zeitschriften Zerkalo und Strachopud. Im Jahr 1914 schuf der Künstler das allegorische Gemälde Auferstehung der Ukraine. Neben dem Realismus finden sich in seinem Werk auch Elemente der Romantik und des Symbolismus. Sein Triptychon Halshka Ostroska wurde auf der Zweiten Ausstellung der 1898 ins Leben gerufenen Gesellschaft zur Förderung der ruthenischen Kunst gezeigt, deren Gründer Julian Pankewytsch, Iwan Trusch, Antin Pylychowskyj und Wassyl Nahirnyj waren.
Kopystynskyj führte Restaurierungsarbeiten in der Bernhardinerkirche in Leżajsk (1896), der Wawel-Kathedrale und der Marienbasilika in Krakau (1897–1898) sowie in den Kirchen St. Andreas (1883) und Unserer Lieben Frau vom Schnee (1886) in Lwiw durch. Er entwickelte eine Methode, um Fresken, die von der Zerstörung bedroht waren, in Museen zu überführen.
Die letzten Lebensjahre verbrachte Kopystynskyj im Heim der Robert-Doms-Stiftung. Er starb 1916 in Lwiw und wurde auf dem Lytschakiwski-Friedhof (Feld 63) beigesetzt.

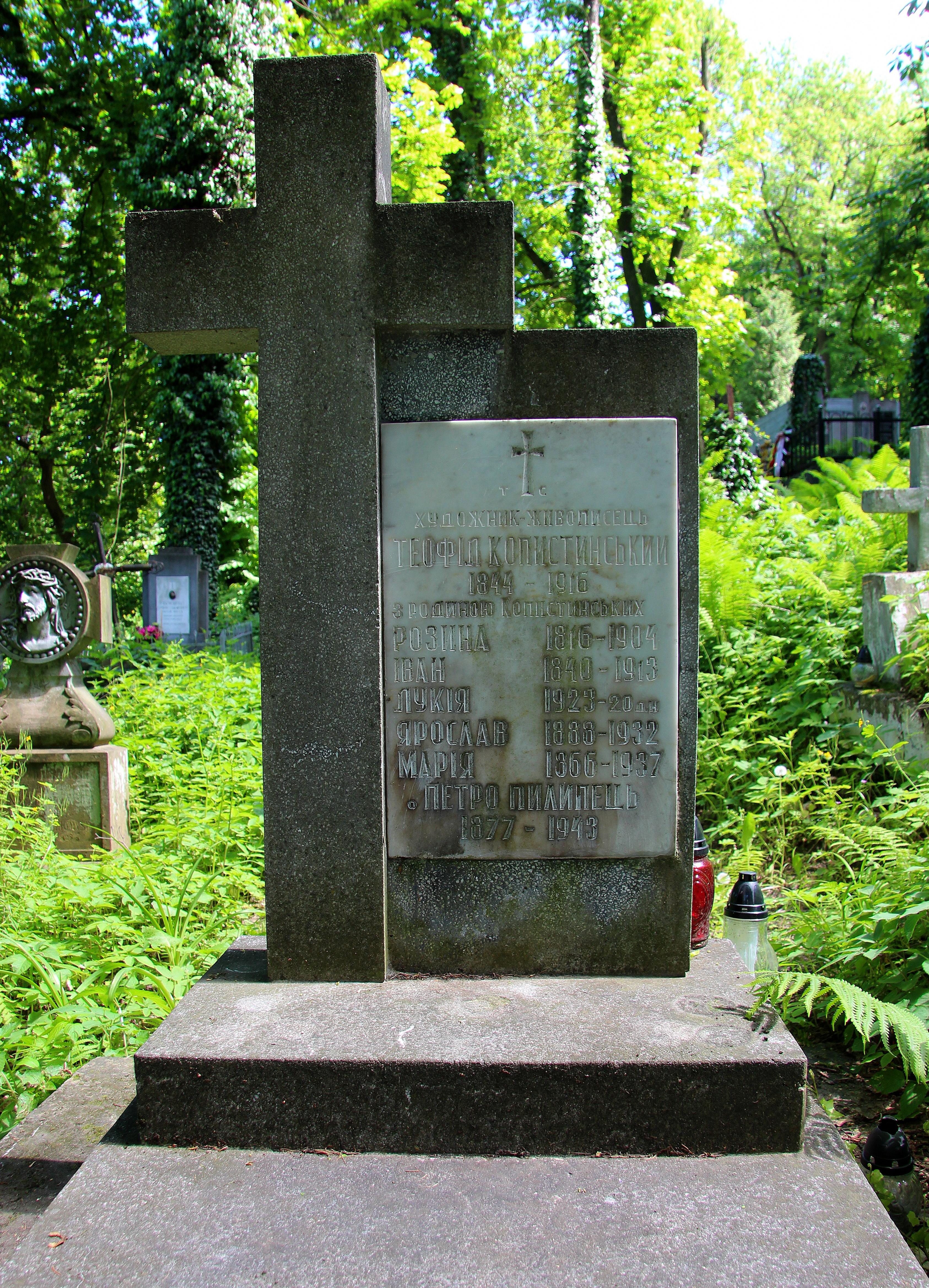
Grab der Familie Kopystynskyj, 2017

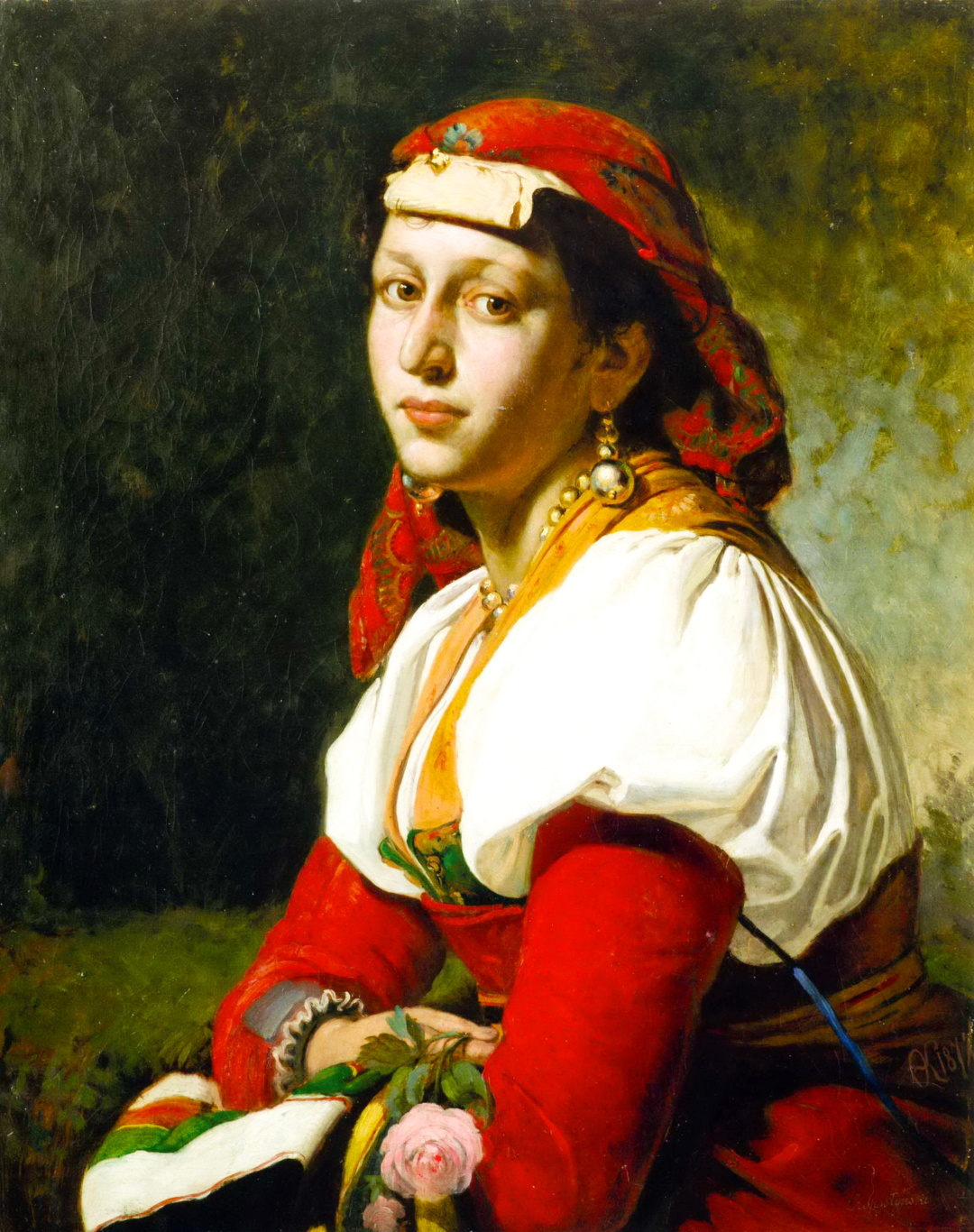
Porträt einer dalmatinischen Dame, 1872
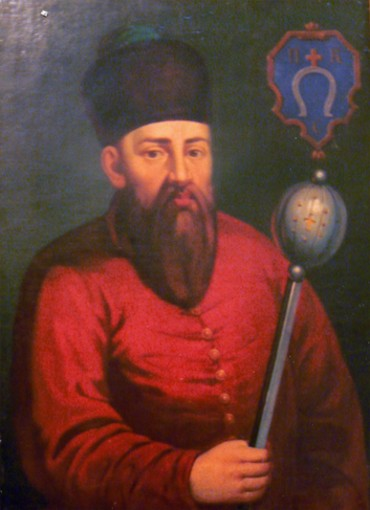
Petro Konaschewytsch-Sahaidatschnyj, 1886
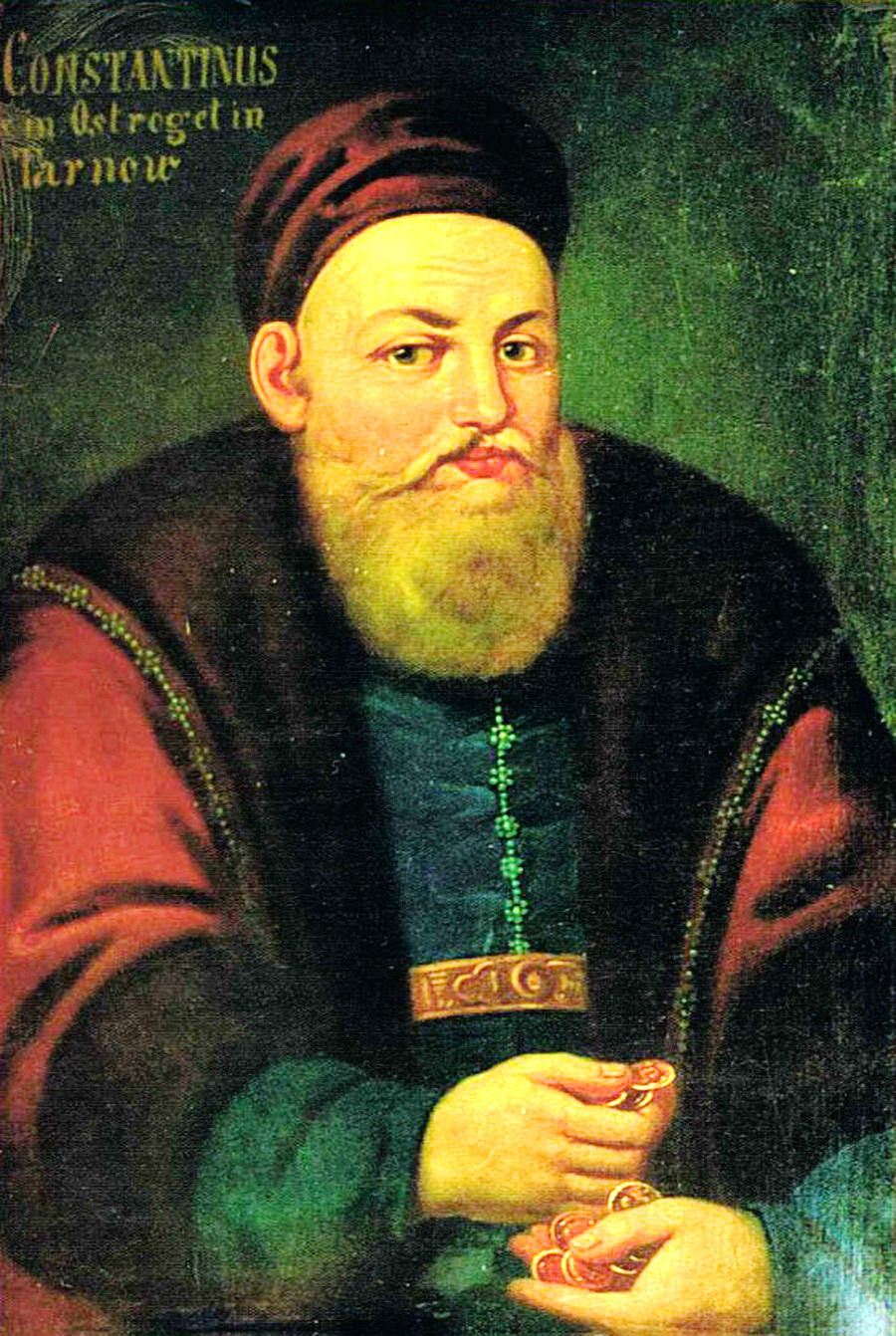
Konstanty Wasyl Ostrogski, 1886
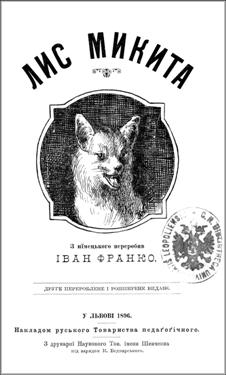
Lys Mykyta von Iwan Franko, 1890